# Melhania mananarensis
Melhania mananarensis är en malvaväxtart som beskrevs av Arenes. Melhania mananarensis ingår i släktet Melhania och familjen malvaväxter. Inga underarter finns listade i Catalogue of Life.